# Beni Zid
Beni Zid (em árabe: بنى زيد) é uma comuna localizada na província de Skikda, Argélia. De acordo com o censo de 2008, a população total da cidade era de 20 697 habitantes.